# Endasys auriger
Endasys auriger är en stekelart som beskrevs av Luhman 1990. Endasys auriger ingår i släktet Endasys och familjen brokparasitsteklar. Inga underarter finns listade i Catalogue of Life.